# 斯卡蒙湾 (阿拉斯加州)
斯卡蒙湾（英語：Scammon Bay），是美国阿拉斯加州的一座城市。该市的人口在2000年为465人，2010年有474人。人口在阿拉斯加州排行第59。